# Sherwood (Arkansas)
Sherwood es una ciudad ubicada en el condado de Pulaski en el estado estadounidense de Arkansas. En el Censo de 2010 tenía una población de 29523 habitantes y una densidad poblacional de 546,74 personas por km².

## Geografía
Sherwood se encuentra ubicada en las coordenadas 34°50′44″N 92°12′8″O / 34.84556, -92.20222. Según la Oficina del Censo de los Estados Unidos, Sherwood tiene una superficie total de 54 km², de la cual 53.38 km² corresponden a tierra firme y (1.15%) 0.62 km² es agua.

## Demografía
Según el censo de 2010, había 29523 personas residiendo en Sherwood. La densidad de población era de 546,74 hab./km². De los 29523 habitantes, Sherwood estaba compuesto por el 75.3% blancos, el 18.51% eran afroamericanos, el 0.53% eran amerindios, el 1.57% eran asiáticos, el 0.07% eran isleños del Pacífico, el 1.63% eran de otras razas y el 2.39% pertenecían a dos o más razas. Del total de la población el 4% eran hispanos o latinos de cualquier raza.